# TBS SPARKLE
TBS SPARKLE, Inc 是一家综合性制作公司，制作電視节目和内容，并管理電視藝人和自由播音员。与TBS電視台一样，它是TBS控股（TBSHD）的子公司，屬於TBS集团 。

## 概述

从2020年4月起将和TBS集团一起使用新的通用标识。在TBS Sparkle的情况下，此标志的右侧附有相同设计的“SPARKLE”

TBS集团在《集团中期经营计划 2020》中，提及“通过提升品牌力提高招聘竞争力”、“通过扩大规模和统一人事制度改善职业路径和人力资源流动”以及“不受现有的领域束缚”，需要“创建一个系统来迎接新的挑战” 。
公司名称“Sparkle”源自汉字“閃”。品牌符号是在“閃”字样下组合了英文名称“TBS SPARKLE”，但在TBS系列以外播出的节目中，會被省略「TBS」的名字，並使用「閃 SPARKLE」的名称。

## 历史
- 2018年
  - 5月10日，宣告将成立TBS Content Product Co., Ltd（TBS内容产品有限公司）[2] [3]
  - 6月29日，成立TBS Content Product Co., Ltd.[4]
  - 11月15日，更名为TBS Sparkle Co., Ltd.[4]吸收TBS Vision Co., Ltd.、 DREAMAX Television Co., Ltd.、 Cast Plus Co., Ltd.等11家公司[1]。並决定将分配给各集团公司的节目制作和内容制作功能以及人才和自由播音员的管理功能整合到TBS Sparkle [5]。
- 2019年1月1日，TBS Vision、DREAMAX TELEVISION、FFTOHO Inc.、Cast Plus等11間公司合併至TBS Sparkle。
- 2020年4月1日，在TBS開局70周年之际，TBS集团公司使用的企业标识进行了更新[6] 。与此同时，公司标志已更改为基于新标志的蓝色“TBS SPARKLE”标志。 “K”右上角的尖端与之前的标志相同。